# Pałac Tyszkiewiczów w Połądze

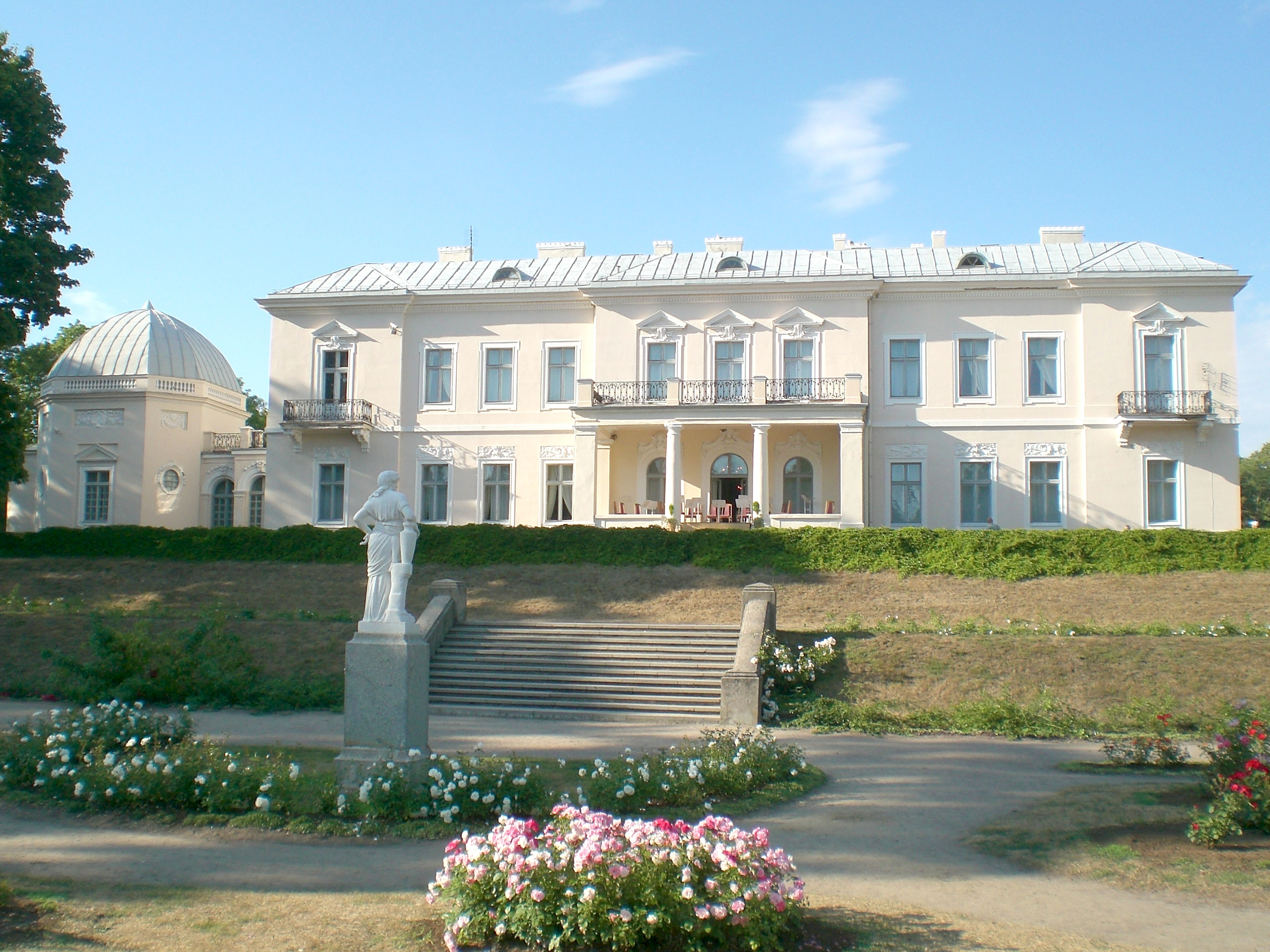
Pałac od strony ogrodu różanego

Pałac Tyszkiewiczów (lit. Palangos dvaras) – pałac wzniesiony pod koniec XIX wieku w stylu neorenesansowym dla rodziny Tyszkiewiczów, od 1963 mieści Muzeum Bursztynu w Połądze.

## Historia
Rezydencja została zbudowana w stylu neorenesansu z elementami klasycyzmu i baroku w latach 1893–1897 przez Franza Heinricha Schwechtena na zlecenie hrabiego Feliksa Tyszkiewicza – zastąpiła drewniany pałacyk położony nad brzegiem rzeki Rąžė.
W 1900 roku obok pałacu postawiono figurę Jezusa Chrystusa (według niektórych autorstwa samego Bertela Thorvaldsena), która do dziś jest charakterystycznym elementem pałacowego krajobrazu, mimo że w czasach Związku Radzieckiego została zburzona (ponownie ustawiono ją w 1993 roku). Na początku XX wieku obok pałacu powstała mała kapliczka, również zaprojektowana przez Schwechtena. 
Pałacowe ogrody rozplanował francuski architekt Édouard André wraz z synem – część starych drzew wycięto, by zasadzić nowe, często zupełnie egzotyczne plantacje. Nie obyło się bez kontrowersji, bo na Żmudzi stare drzewostany uważane były za świętość. 
Planom rozbudowy założenia pałacowego stanął na drodze wybuch I wojny światowej - w wyniku niemieckiego nalotu bombowego zostało zniszczone główne skrzydło budynku. 
Po aneksji Litwy do Związku Radzieckiego w 1945 roku pałac upaństwowiono, z roku na rok popadał w ruinę. W 1957 roku przeprowadzono prace konserwatorskie pod kierunkiem Alfredasa Brusokasa, przeznaczając budynek na dom sztuki. W 1963 roku ulokowano tu Muzeum Bursztynu, w którego kolekcji znajduje się 28 tys. bursztynów. 
Po odzyskaniu przez Litwę niepodległości pałac odzyskał Alfred Tyszkiewicz, który zrzekł się swoich praw do nieruchomości na rzecz miasta. W 1997 roku otrzymał za to honorowe obywatelstwo Połągi. 

## Galeria

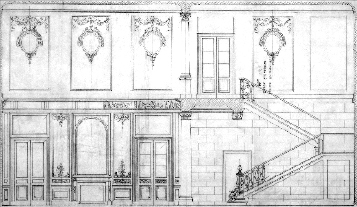
Rozplanowanie wnętrz pałacu
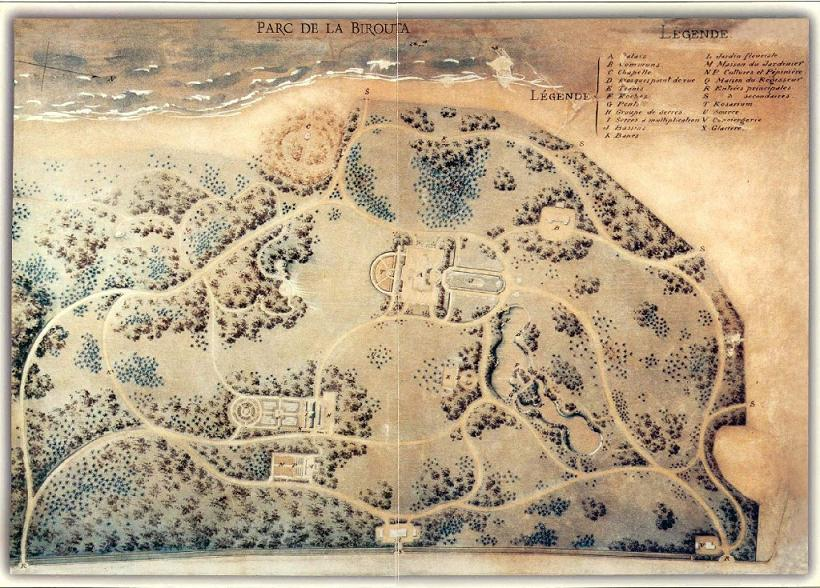
Plan założenia ogrodowego
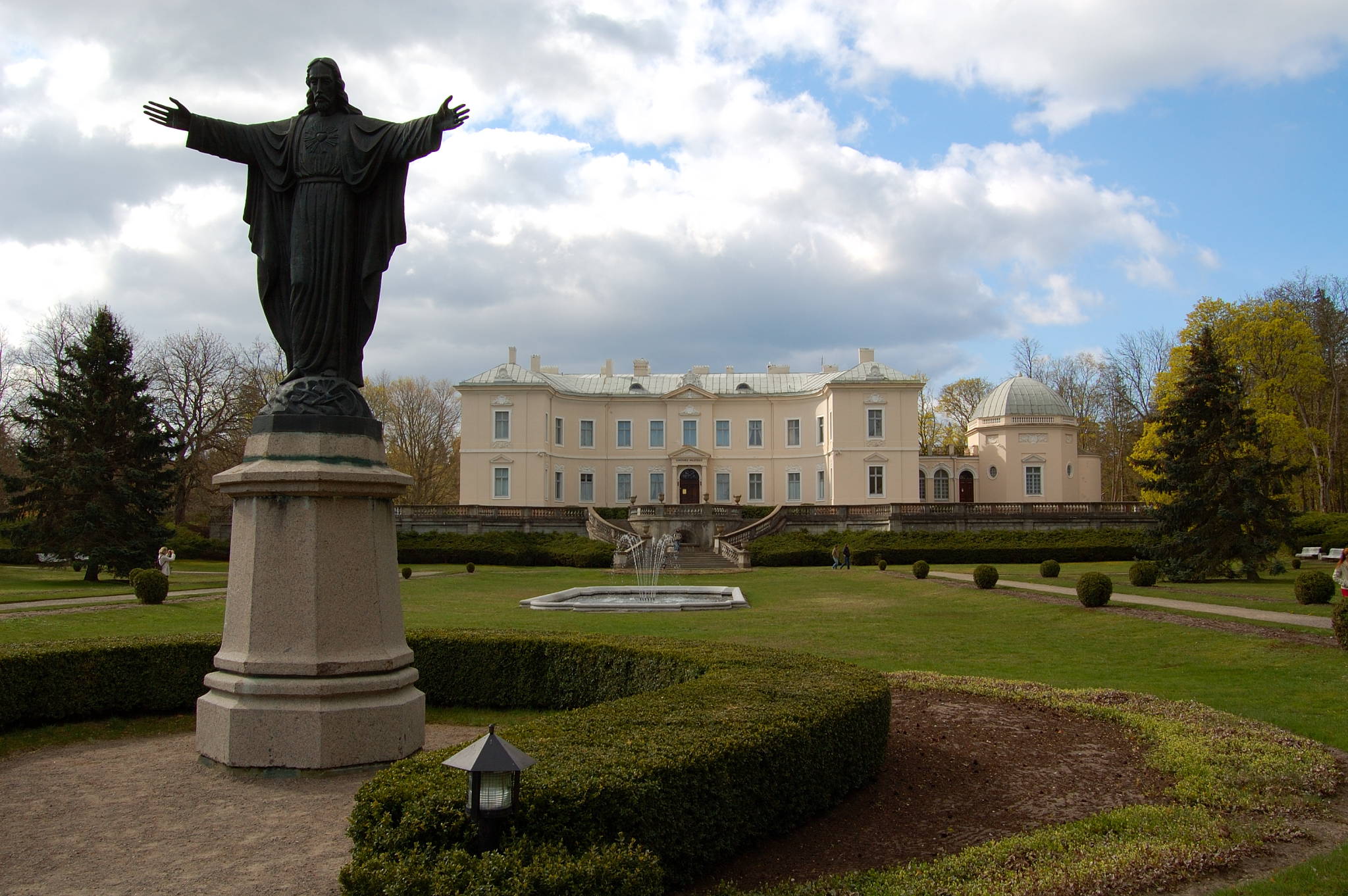
Figura Chrystusa